# Alykí (Piérie)
Alykí, en grec moderne : Αλυκή, est un village du dème de Pýdna-Kolindrós, de Macédoine-Centrale en Grèce.
Selon le recensement de 2011, la population du village s'élève à 34 habitants.